# Younes Ouaqasse

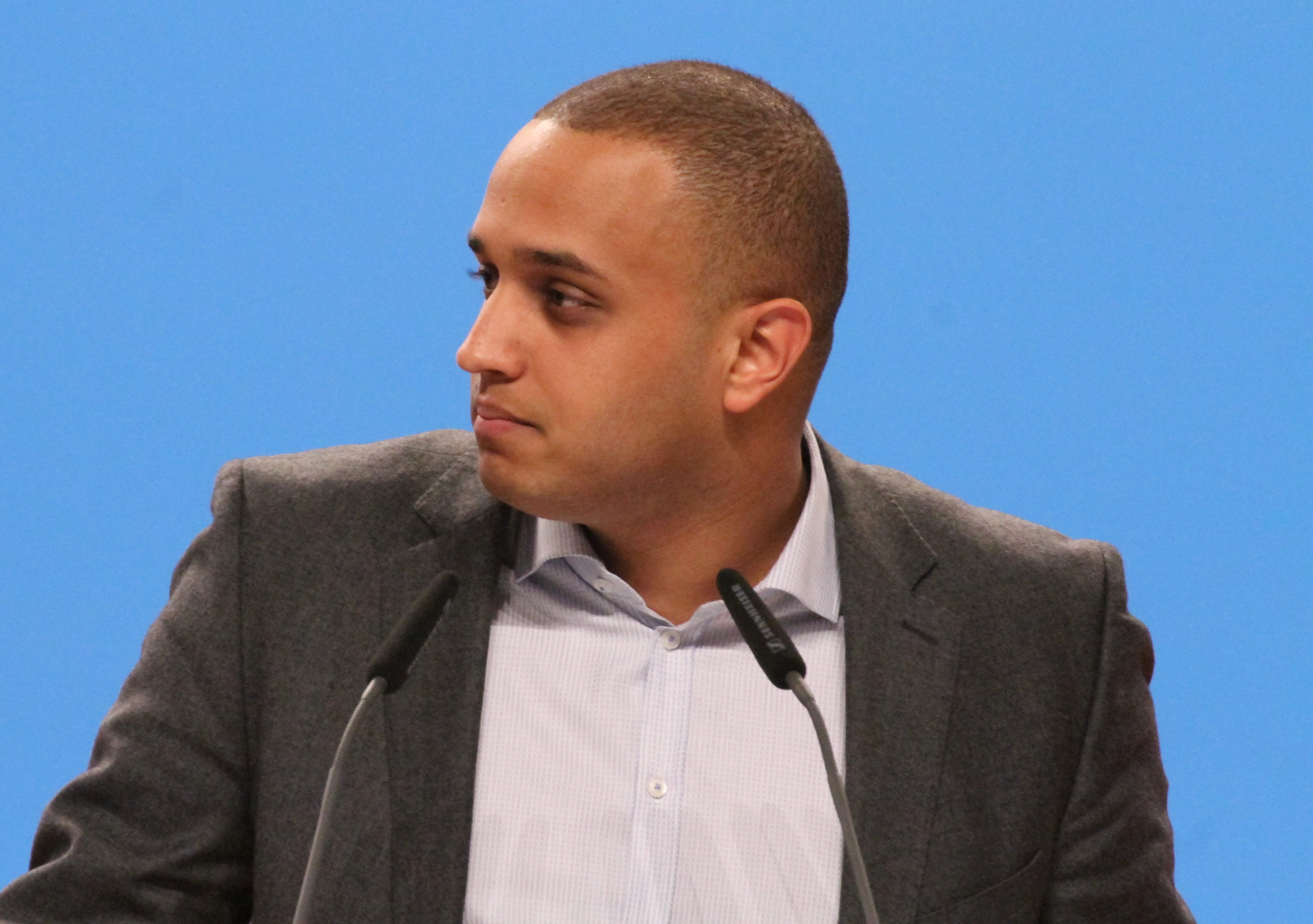
Younes Ouaqasse

Younes Ouaqasse (* 18. November 1988 in Mannheim) ist ein deutscher Unternehmer, Investor und Funktionsträger der CDU marokkanischer Abstammung. Ouaqasse ist seit 2005 in der CDU aktiv und war von 2014 bis 2017 Vorsitzender der Internationalen Kommission der Jungen Union Deutschlands für Außen-, Europa- und Sicherheitspolitik.
Er war von 2012 bis 2015 Landesvorsitzender des RCDS Thüringen. Von Dezember 2012 bis Dezember 2014 war er Mitglied des Bundesvorstands der CDU. Davor war er von 2008 bis 2010 Bundesvorsitzender der Schüler Union und im Jahr 2011 Chefredakteur des Junge-Union-Magazins Die Entscheidung.

## Leben
Younes Ouaqasse wurde als Sohn marokkanischer Eltern in Mannheim geboren. Seine Grundschulzeit verbrachte er in Marokko und kehrte mit acht Jahren nach Deutschland zurück. Aufgrund anfänglicher Sprachschwierigkeiten besuchte er zunächst die Hauptschule, erwarb anschließend den Realschulabschluss und absolvierte schließlich sein Abitur. Mit 16 Jahren erhielt er die deutsche Staatsbürgerschaft. Er studierte Betriebswirtschaftslehre in Jena und arbeitete parallel dazu bei PricewaterhouseCoopers (PwC) als Unternehmensberater mit Schwerpunkt öffentlicher Sektor.
Nach seinem Studium beteiligte er sich an der Gründung von Kiron Open Higher Education, einer Initiative für Geflüchtete. Danach war er Business Director bei Quadriga Media in Berlin. 2018 wechselte er zu Ernst & Young (EY), wo er im Bereich Forensics & Integrity Services tätig war. Zwischen 2019 und 2020 leitete er das Büro des damaligen CDU-Generalsekretärs Paul Ziemiak. Von 2020 bis 2024 war Younes Ouaqasse Partner bei EY, zuständig für öffentlich-private Partnerschaften sowie Markt- und Regierungsberatung.

## Politik
Younes Ouaqasse engagierte sich bereits mit 15 Jahren in der Schüler Union Deutschlands Mannheim. 2005 wurde er Mitglied der Christlich Demokratische Union Deutschlands und der Junge Union. Zwischen 2008 und 2010 amtierte er als Bundesvorsitzender der Schüler Union. Am 30. Mai 2010 trat Ouaqasse aus Altersgründen nicht mehr für eine weitere Amtszeit in der Schüler Union an. Seit 2010 übernahm er verschiedene Führungspositionen in der Jungen Union und leitete ab 2014 deren Internationale Kommission.
Im Jahr 2012 wurde Ouaqasse als jüngstes und erstes muslimisches Mitglied in den CDU-Bundesvorstand gewählt, dem er bis 2014 unter der damaligen Bundeskanzlerin Angela Merkel angehörte. Dort war er Mitglied im Reformkomitee und der Kommission für sozialen Zusammenhalt. Von 2012 bis 2014 war er Beisitzer im Landesvorstand der Europa-Union Thüringen. Im Februar 2014 kandidierte Younes Ouaqasse bei der Aufstellung der Thüringer Kandidaten für die Europawahl für einen aussichtsreichen Listenplatz. Er unterlag jedoch in zwei Kampfkandidaturen unter anderem dem amtierenden Thüringer Europaabgeordneten Dieter-Lebrecht Koch. Seit 2014 gehört er der Politischen Versammlung der Europäischen Volkspartei (EVP) an und engagiert sich zudem bei der International Young Democrat Union (IYDU) sowie der Konrad-Adenauer-Stiftung 2023 und 2024 wirkte er im Board der CODE University of Applied Sciences mit.

## Politische Positionen
Younes Ouaqasse ist bekennender Muslim, lehnt aber islamischen Religionsunterricht an deutschen Schulen ab, da dieser die Integration von Muslimen in Deutschland verhindere. Im Zusammenhang mit dem Volksbegehren Pro Reli betonte Younes Ouaqasse die zentrale und essenzielle Aufgabe des staatlichen Religionsunterrichts bei der Vermittlung von Toleranz und Aufklärung über fremde Kulturen. Auch fordert er neben dem katholischen und evangelischen Religionsunterricht eine stärkere Betonung des Ethikunterrichts an Schulen, damit Jugendliche gemeinsam unterschiedliche Religionen kennenlernen und einen interreligiösen Dialog führen können.
Bildungspolitisch befürwortet er das in Deutschland bestehende dreigliedrige Schulsystem aus Gymnasium, Real- und Hauptschule, da sich dieses System bewährt habe, das er als Chance zur sozialen Durchlässigkeit versteht.  Das Rechtsinstitut der doppelten Staatsangehörigkeit für in Deutschland lebende Migranten hält Younes Ouaqasse nicht für erforderlich. Digitale Innovationen in Verwaltung und Bildung befürwortet er entschieden und sieht Vorbehalte gegenüber moderner Technik als hinderlich an. Als Vorsitzender des RCDS-Thüringen fordert Ouaqasse die Einführung von Onlinewahlen an Hochschulen und bezeichnete Datenschutzbedenken bei Onlinewahlen als „Fortschrittsangst und Unwissen“.
Nach dem Amoklauf in Ludwigshafen am Rhein im Februar 2010 machte er sich öffentlich für stärkere Sicherheitsmaßnahmen an Schulen stark. Er forderte unangemeldete Patrouillengänge der Polizei auf Schulhöfen, den Einsatz privater Sicherheitsfirmen und Zutrittslegitimation zum Schulgelände via Chipkarten.
Europapolitisch vertritt Ouaqasse eine klare pro-europäische Haltung und betont die Bedeutung einer engen Zusammenarbeit der EU-Mitgliedstaaten auf Grundlage gemeinsamer demokratischer Werte.